# Basilica di San Pietro Apostolo
La basilica di San Pietro Apostolo, in località San Piero a Grado, è una basilica nei pressi di Pisa. Mirabile esempio di architettura ecclesiastica romanica precedente alla cattedrale pisana, la suggestiva basilica sorse in prossimità di uno scomparso scalo fluviale, chiamato Grado, dell'antico Porto Pisano, dove secondo la tradizione sarebbe approdato san Pietro nel 42-44.
Ha come peculiare caratteristica quella di avere 2 absidi contrapposte e nessuna facciata.

## Storia

### Età antica
Ripetuti scavi archeologici hanno permesso di ricostruire la storia della chiesa. Sul sito sorgeva un edificio romano non religioso (forse una villa suburbana o un edificio portuale) avente un piano di calpestio circa un metro sotto quello attuale.
Un primo edificio paleocristiano fu costruito nel IV secolo. Era orientato verso sud-est (leggermente inclinato rispetto alla chiesa di oggi orientata ad est), aveva tre navate di cui solo l'ultima terminante con abside semicircolare. Le mura di quest'ultima sono ancora visibili oggi e costituiscono il semicerchio più esterno messo in luce dagli scavi. Al centro dell'abside venne posta la colonna con l'altare di san Pietro visibile ancora oggi.

### Medioevo
Nel VI o VII secolo (ma secondo alcuni anche VIII o IX secolo) venne ricostruita una seconda chiesa, forse a causa di un incendio. In tale occasione vennero di poco ampliate le navate laterali, aggiunte le due absidi laterali (di cui la sinistra visibile dagli scavi) e diminuita la dimensione di quella centrale, con l'aggiunta di un secondo muro concentrico più interno, anch'esso visibile ancora oggi. Il piano di calpestio di questo edificio era circa 40 cm sopra il precedente e 40 cm sotto quello attuale.

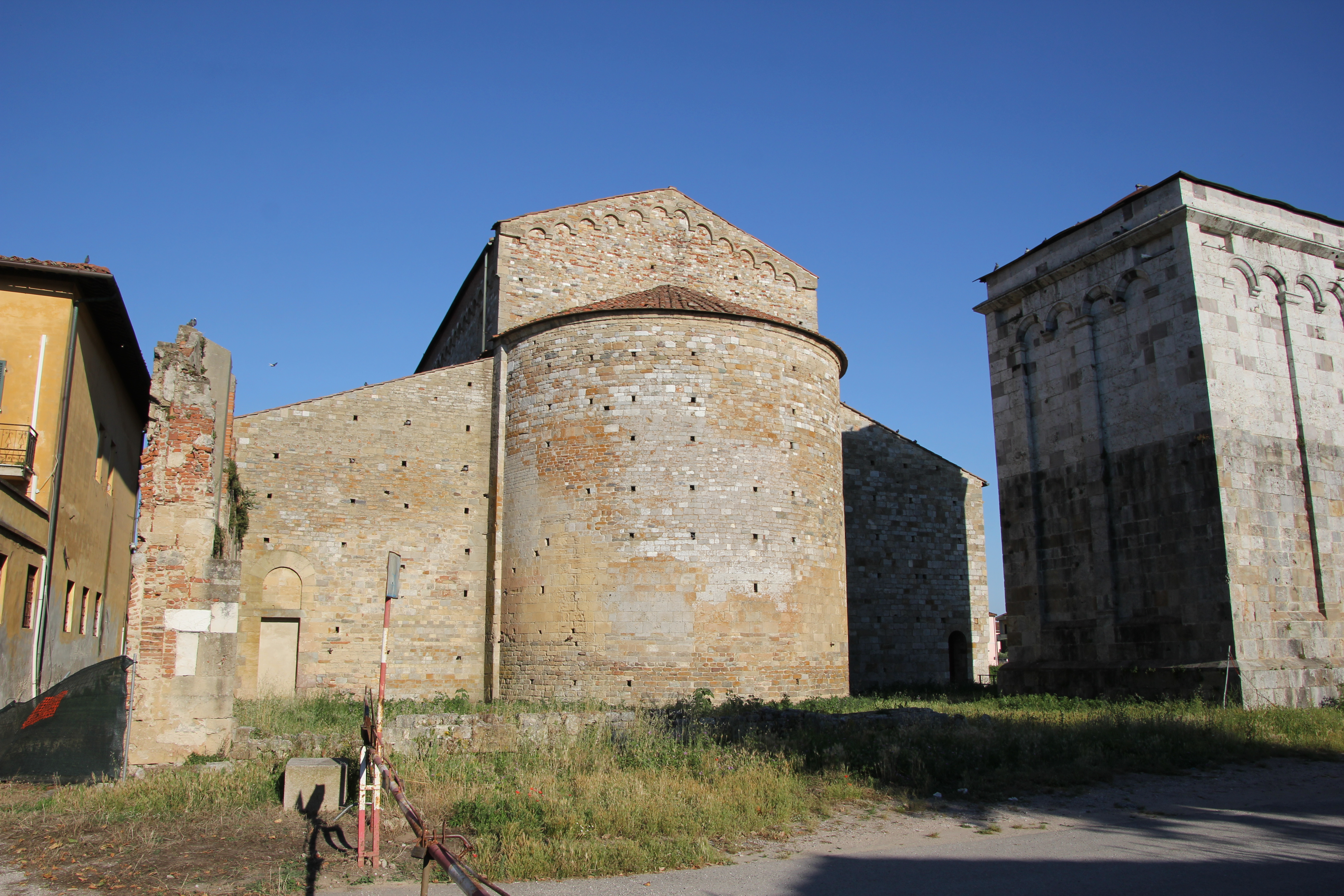
La facciata occidentale della basilica con la grande abside e il basamento del campanile

Nel terzo quarto del X secolo iniziarono i lavori della chiesa attuale che proseguirono fino all'inizio dell'XI secolo. La chiesa venne orientata in direzione est e venne costruita da due cantieri che lavorarono in concomitanza a partire da tre archi trasversali (poi abbattuti) che si ergevano al livello dei due grossi pilastri delle mura centrali. Un cantiere procedette verso le absidi riportando nove archi laterali per lato, mentre l'altro procedette verso la facciata riportando ben otto archi laterali per lato e un ambiente molto più esteso in lunghezza di quello attuale.
Tra la metà del XII secolo e i primi decenni del secolo successivo (data non precisata) un fulmine o un'esondazione dell'Arno distrussero la facciata e la parte anteriore della chiesa. Venne quindi costruita l'attuale facciata con la sua grande abside, in posizione più avanzata rispetto alla facciata precedente, e lasciati solo quattro degli otto archi originari. In tale occasione venne anche aperta la porta sul lato nord per consentire l'accesso all'edificio e costruito il grande campanile romanico oggi distrutto.
L'eta' di massimo splendore si ebbe tra le due metà dei secoli XIII e XIV. Nel primo decennio del XIV secolo furono affrescate le pareti da Deodato Orlandi e fu costruito il grande porticato esterno ad uso dei Pellegrini, poi rimosso. Nel 1463/1464 fu costruito il piccolo porticato a tre archi entro l'abside occidentale per ricavare una cappella devozionale dedicata a Santa Petronilla.

### Età moderna e contemporanea
Nel corso dei secoli successivi la chiesa subì ulteriori rimaneggiamenti che vennero però eliminati nel corso dell'Ottocento per restituire alla chiesa l'aspetto originario.
Il campanile fu distrutto il 22 luglio 1944, dai soldati della Wehrmacht in ritirata, per impedire agli alleati di beneficiare di un punto strategico per avvistamenti a lungo raggio. Dopo la guerra si intraprese la costruzione di un nuovo campanile, ma i lavori si interruppero precocemente.

## Esterno

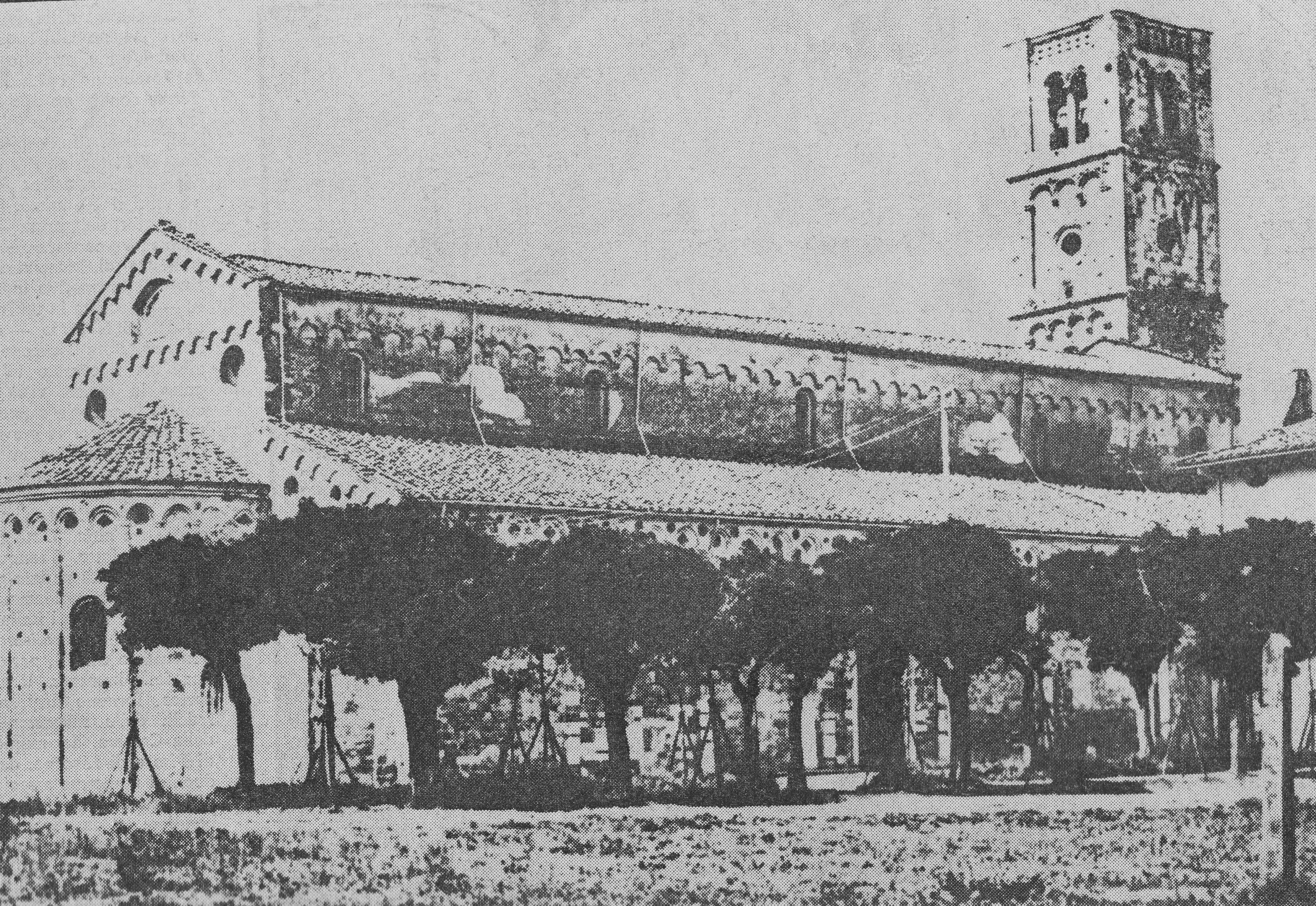
La basilica con il campanile negli anni venti

La basilica presenta una pianta rettangolare, con la facciata est chiusa da un'abside maggiore, a cui si affiancano le due minori; una quarta abside è posta sul fronte occidentale.
L'esterno, composto da un paramento in pietre di diversa provenienza, è scandito da lesene e archetti pensili, sotto i quali sono posti oculi e lesene, tipici elementi dello stile romanico pisano, a livello delle tre absidi posteriori e delle due navate laterali. Sopra gli archetti, e spesso anche entro gli oculi, sono inseriti preziosi bacini ceramici (copie; gli originali sono al Museo nazionale di San Matteo) di produzione islamica, maiorchina e siciliana decorati con ricercati motivi geometrici e figurati (X-XII secolo).
Dell'imponente campanile del XII secolo, distrutto il 22 luglio 1944, dai soldati della Wehrmacht in ritirata, è stato ricostruito solo il basamento per mancanza di fondi. All'interno della basilica sono state collocate le tre campane recuperate dalle macerie del campanile abbattuto.
La basilica è stata proclamata Monumento messaggero di pace dai club UNESCO, come ricorda un cippo di granito collocato in prossimità del sacro edificio.

## Interno

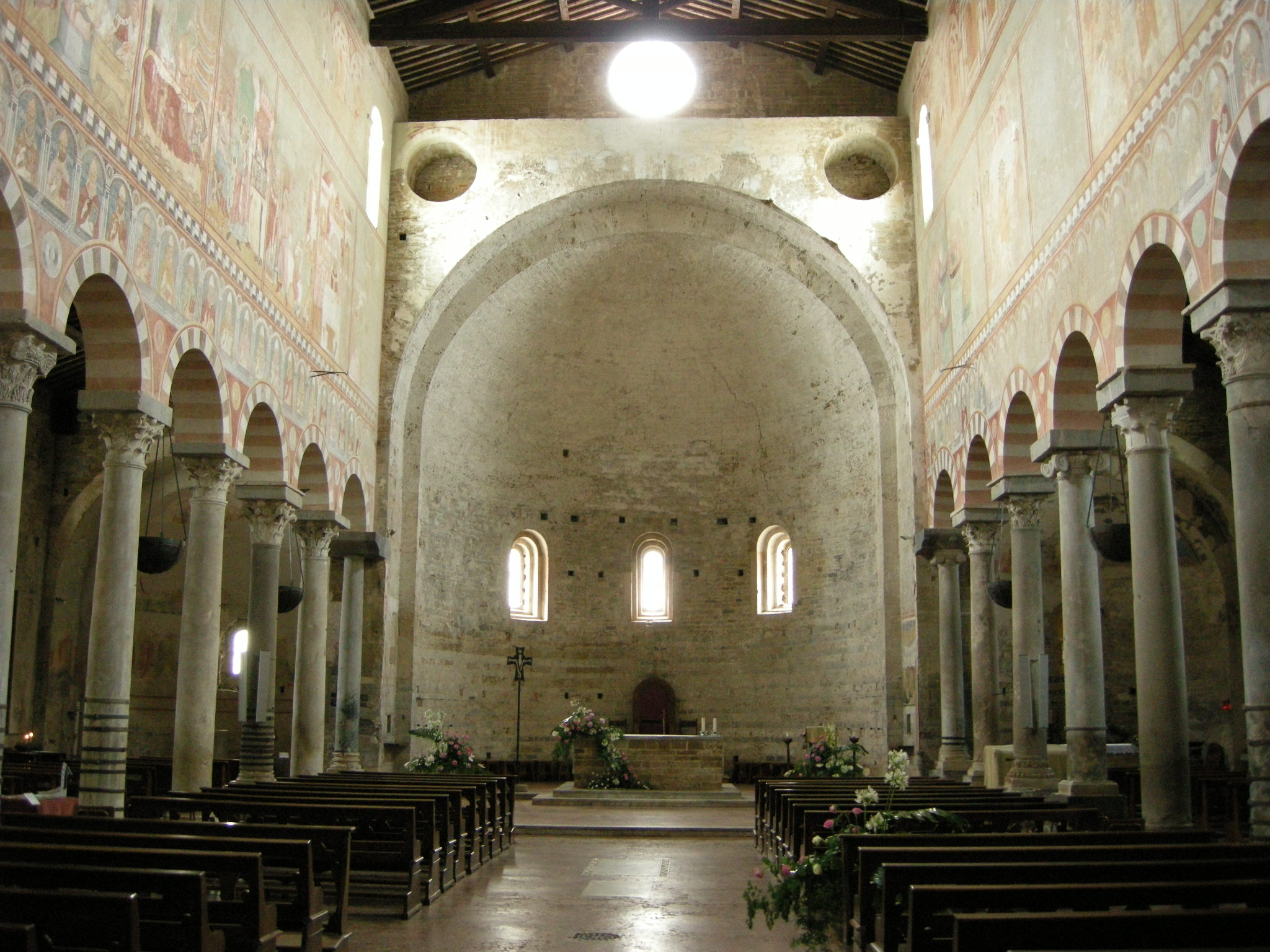
L'interno

L'interno vasto e solenne, con copertura a capriate, è diviso in tre navate da colonne di spoglio con capitelli classici, confermando l'uso diffuso durante tutto il Medioevo di reimpiegare elementi classici di diversa provenienza nelle nuove costruzioni. Una colonna con capitello con sfingi bicorpi ha precise corrispondenze con uno ritrovato all'Auditorium di Mecenate a Roma. Le colonne descrivono tredici archi per lato.
Una particolarità della basilica è quella della totale assenza di portali di ingresso e facciata ad occidente, sostituita da un'abside di grosse dimensioni. Fu una decisione presa tra la metà del XII secolo e l'inizio del successivo quando si preferì adottare questa soluzione anziché ricostruire la facciata distrutta. Le ipotesi fatte sono molteplici: (i) per dare una veste di sacralità anche architettonica all'altare di San Pietro posto davanti; (ii) in analogia alla zona absidale dell'antica basilica di San Pietro a Roma posta ad occidente; (iii) per richiamare le costruzioni nordiche del Sacro Romano impero che avevano controfacciate elaborate. 
Sempre nella parte occidentale, davanti all'abside sopracitata, un ciborio gotico, degli inizi del XIV secolo, segna il luogo in cui san Pietro avrebbe costruito l'altare appena approdato qui nel I secolo. Sono qui visibili gli scavi archeologici condotti a più riprese nel 1919-25 e nel 1950-1960.
Un Crocifisso ligneo settecentesco, in origine disposto sull'altare maggiore, è oggi collocato nella navata destra.
Sono stati completamente eliminati i numerosi altari laterali seicenteschi.

### Gli affreschi

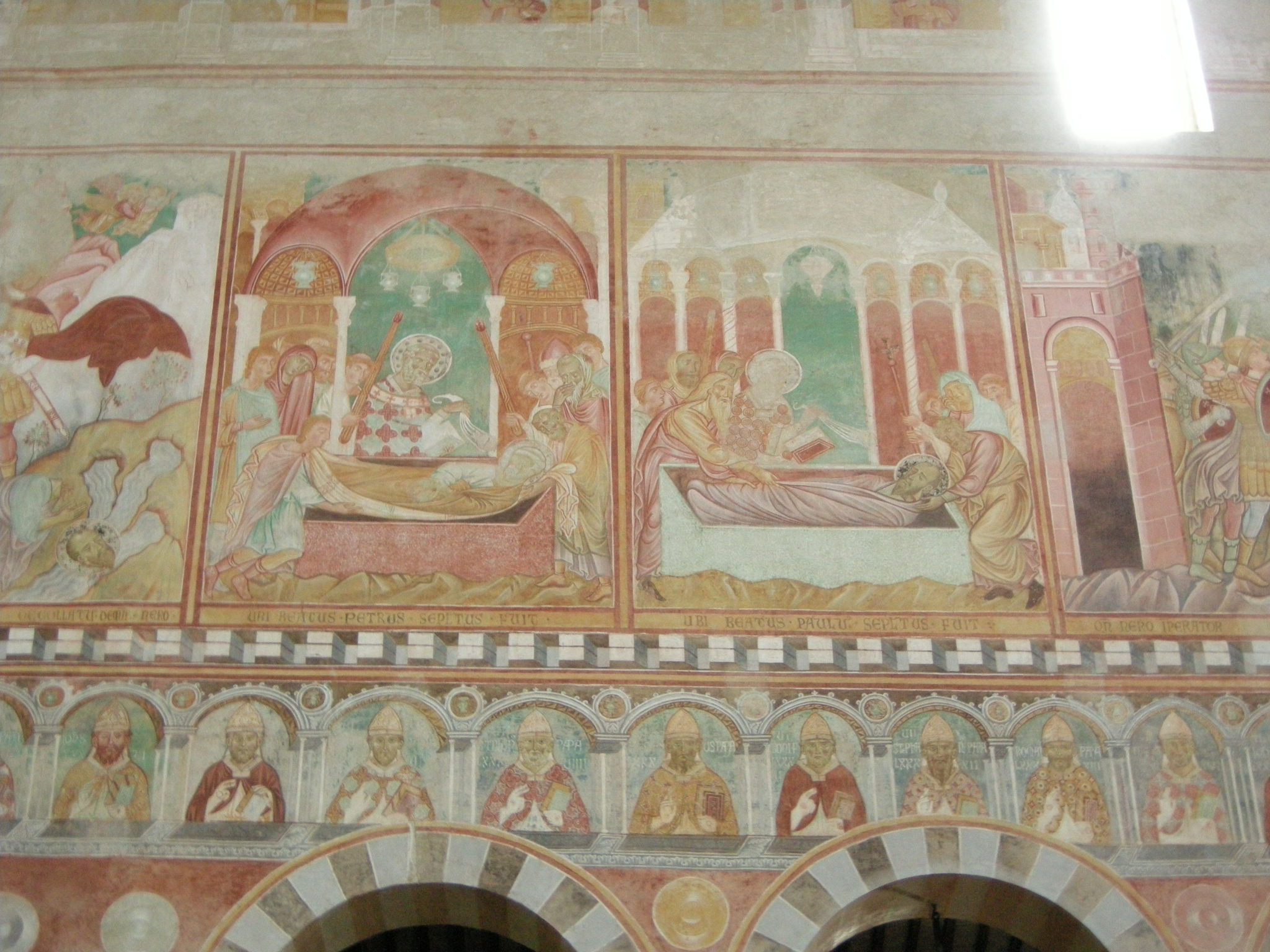
Deposizione di san Pietro e Deposizione di san Paolo

Sulle pareti della navata centrale si svolge un vasto ciclo di affreschi, recentemente restaurato, eseguito dal lucchese Deodato Orlandi (attivo agli inizi del XIV secolo), su commissione dell'importante famiglia longobarda pisana dei Gaetani in occasione del Giubileo indetto nel 1300 dal papa Bonifacio VIII (Benedetto Caetani), famiglia proprietaria di vasti territori a Pisa tra San Piero ad gradum Arni e San Giovanni ad ripam Arni e intorno al castello di Terriccio nella Maremma Pisana.
Nella parte inferiore sono raffigurati i Ritratti dei Pontefici, da san Pietro a papa Giovanni XVII (1003): questa serie di ritratti oggi è una fonte iconografica ancora più preziosa dopo il disastroso incendio del 1823 che distrusse quasi completamente la basilica di San Paolo fuori le mura a Roma e a causa del quale fu gravemente danneggiata anche la celebre serie di ritratti dei pontefici.
Nella zona intermedia, in trenta riquadri, si sviluppano le Storie della vita di san Pietro, comprendenti anche alcuni Episodi della vita di san Paolo, Costantino e san Silvestro, esemplati su quelli dell'antica basilica vaticana e sugli affreschi di Cimabue ad Assisi.
Nella zona superiore sono raffigurate le Mura della città celeste, in alcuni tratti completamente rifatte in epoche successive: si tratta di una serie di finestre ad arco dipinte con attenzione a particolari architettonici tridimensionali dove si affacciano ritmicamente angeli e santi.
Lungo le pareti e nelle absidi restano alcune testimonianze delle decorazioni pittoriche che in varie epoche hanno arricchito l'importante basilica. Da segnalare nell'abside laterale sinistra l'affresco della Assunzione della Vergine (XI secolo), in cui sono visibili gli apostoli acefali nel registro inferiore e la Vergine affiancata da angeli in quello superiore. Lungo la navata laterale sinistra troviamo una Annunciazione (fine XIII secolo)

## Altre immagini

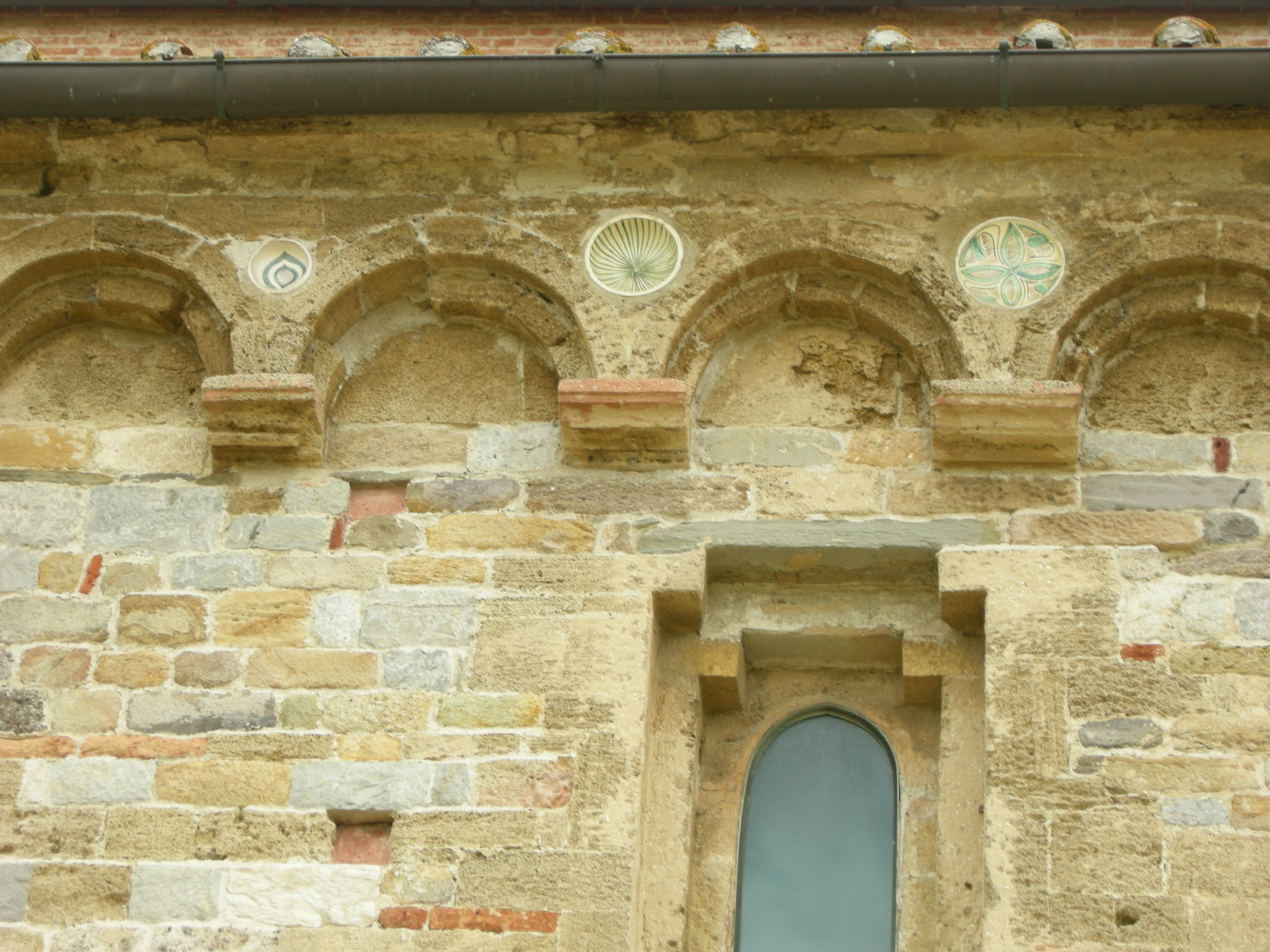
Bacini ceramici (oggi copie) all'esterno
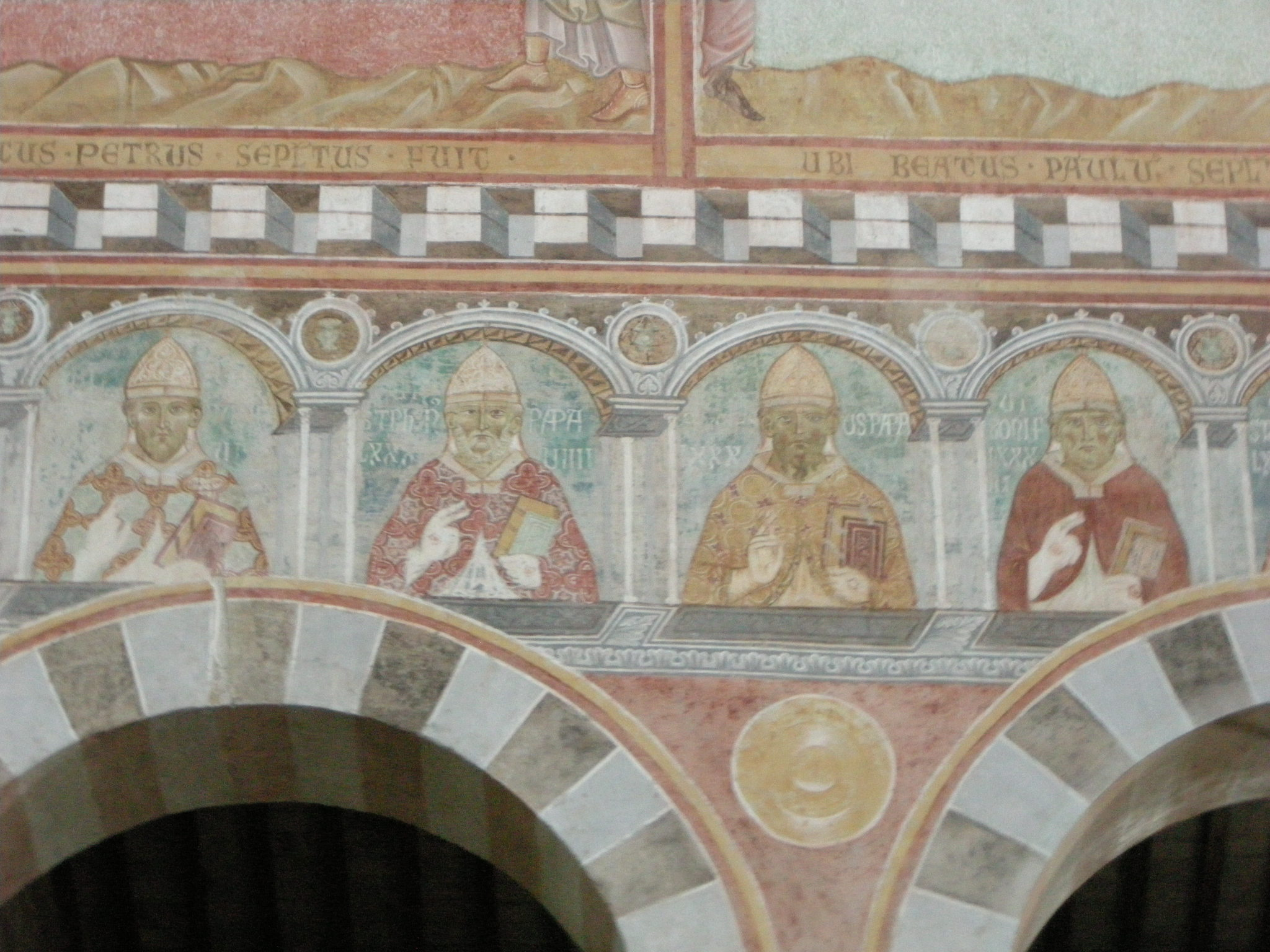
Ritratti della serie dei papi
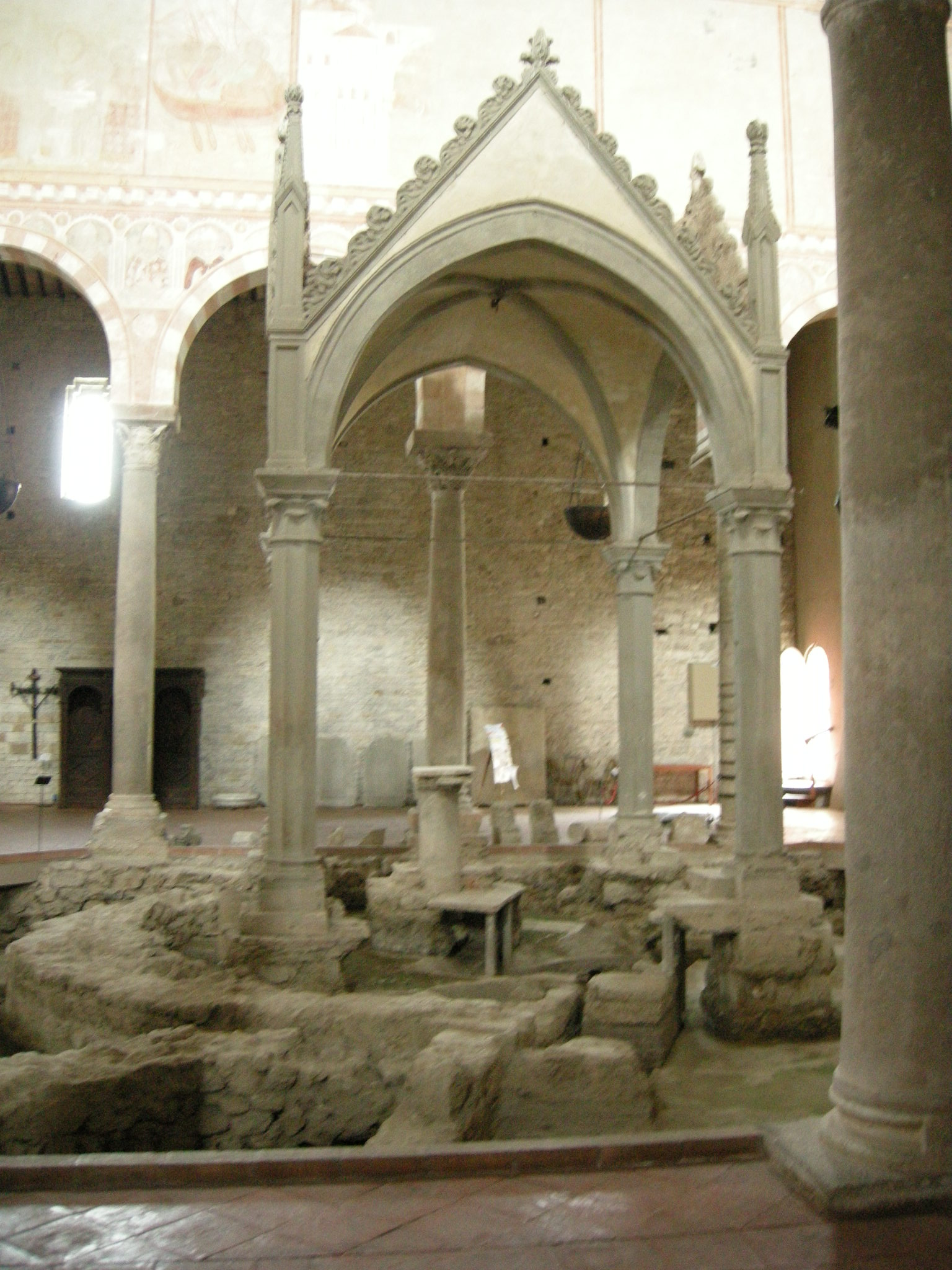
Ciborio con la colonna di San Pietro
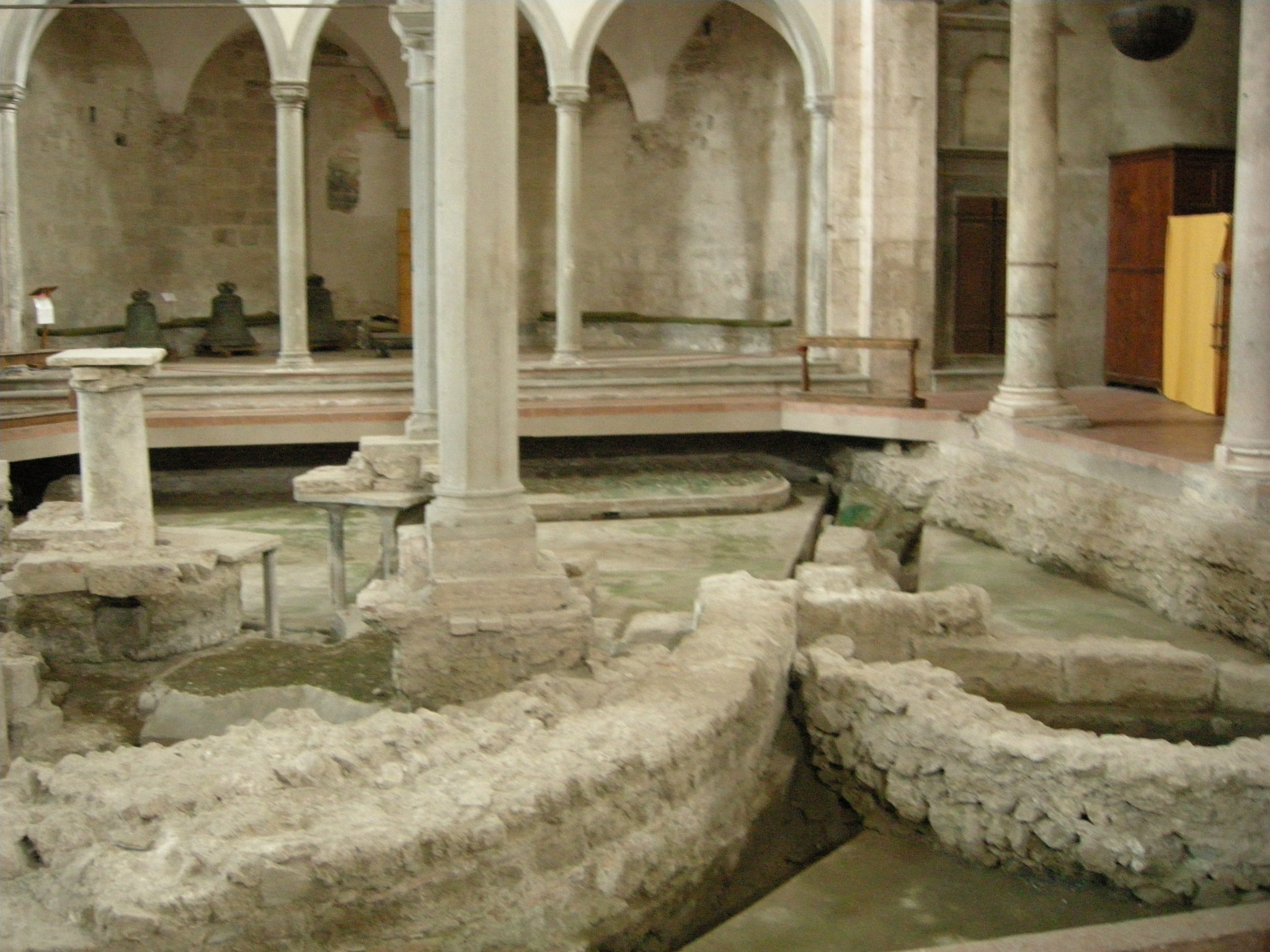
Resti delle absidi della precedente basilica presso la colonna
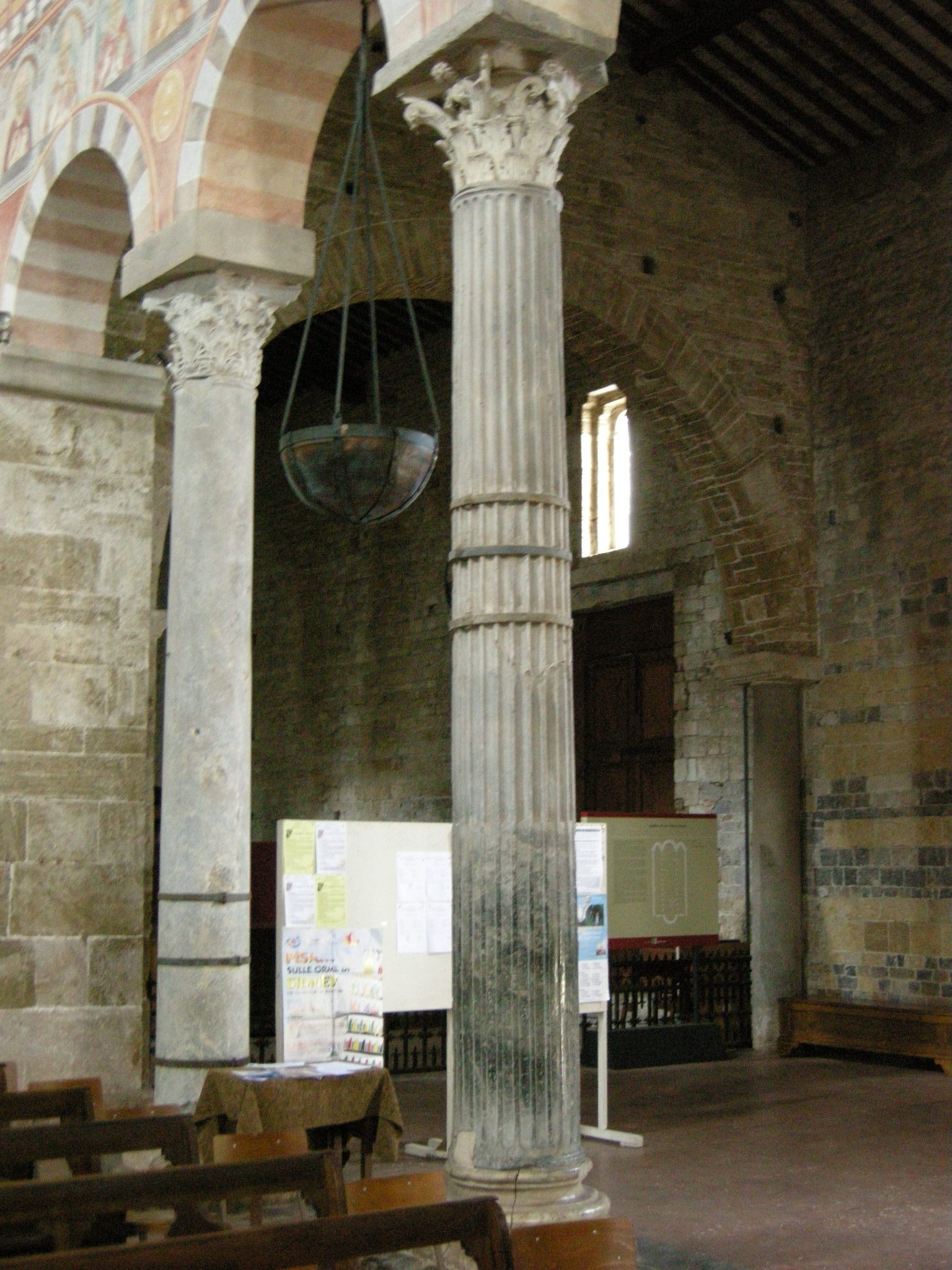
Colonne di Spoglio
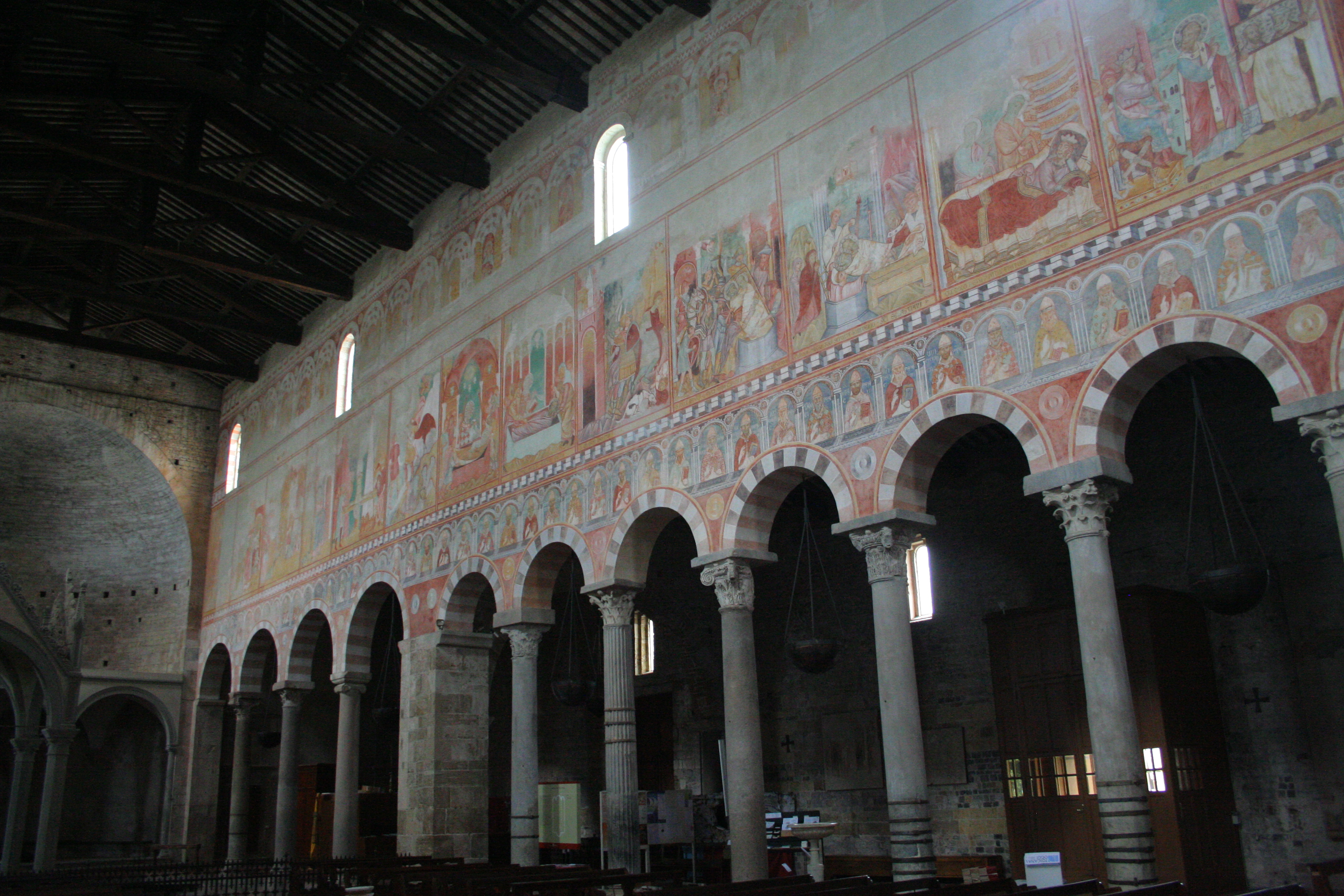
Affreschi interni del lato sinistro
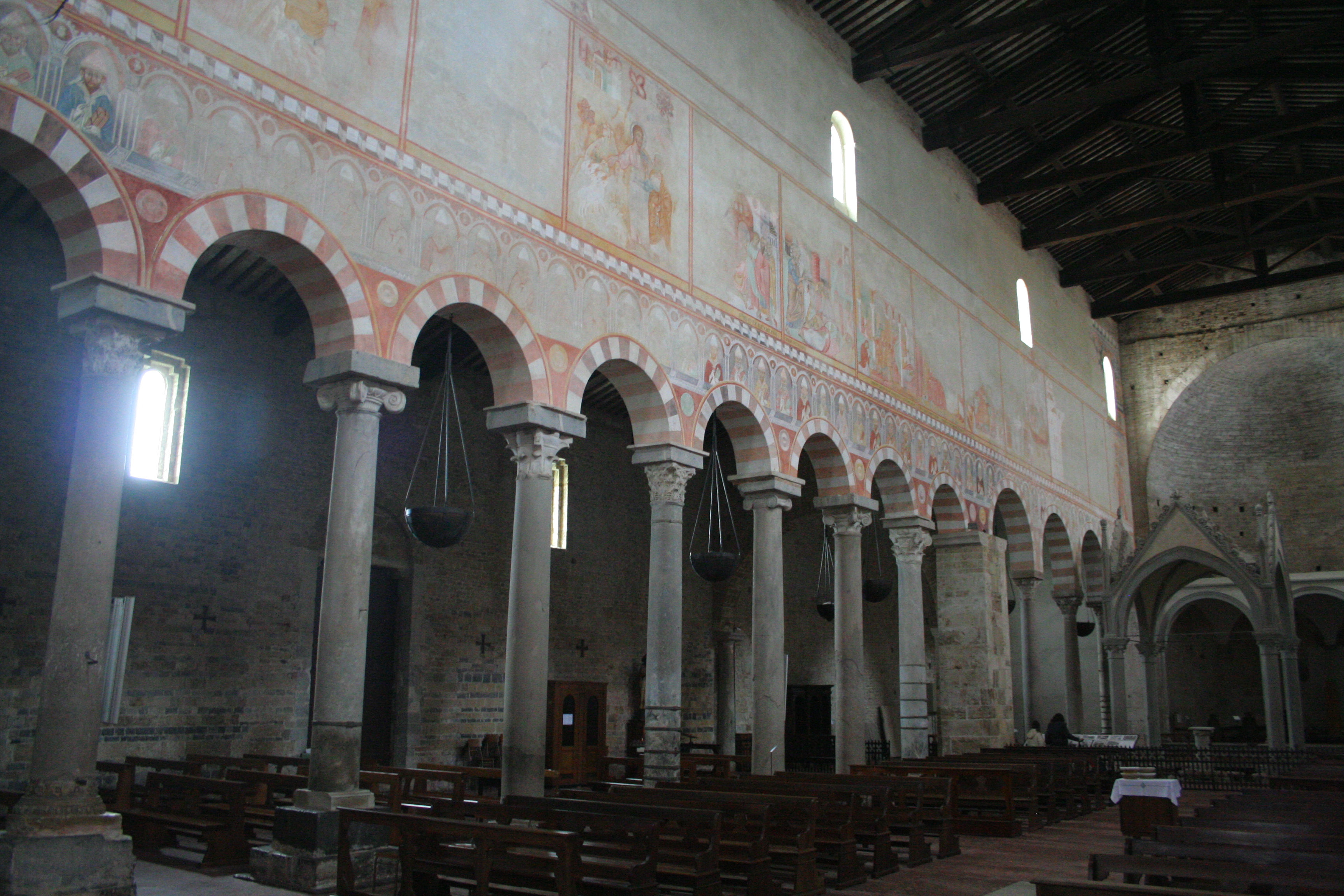
Affreschi interni del lato destro
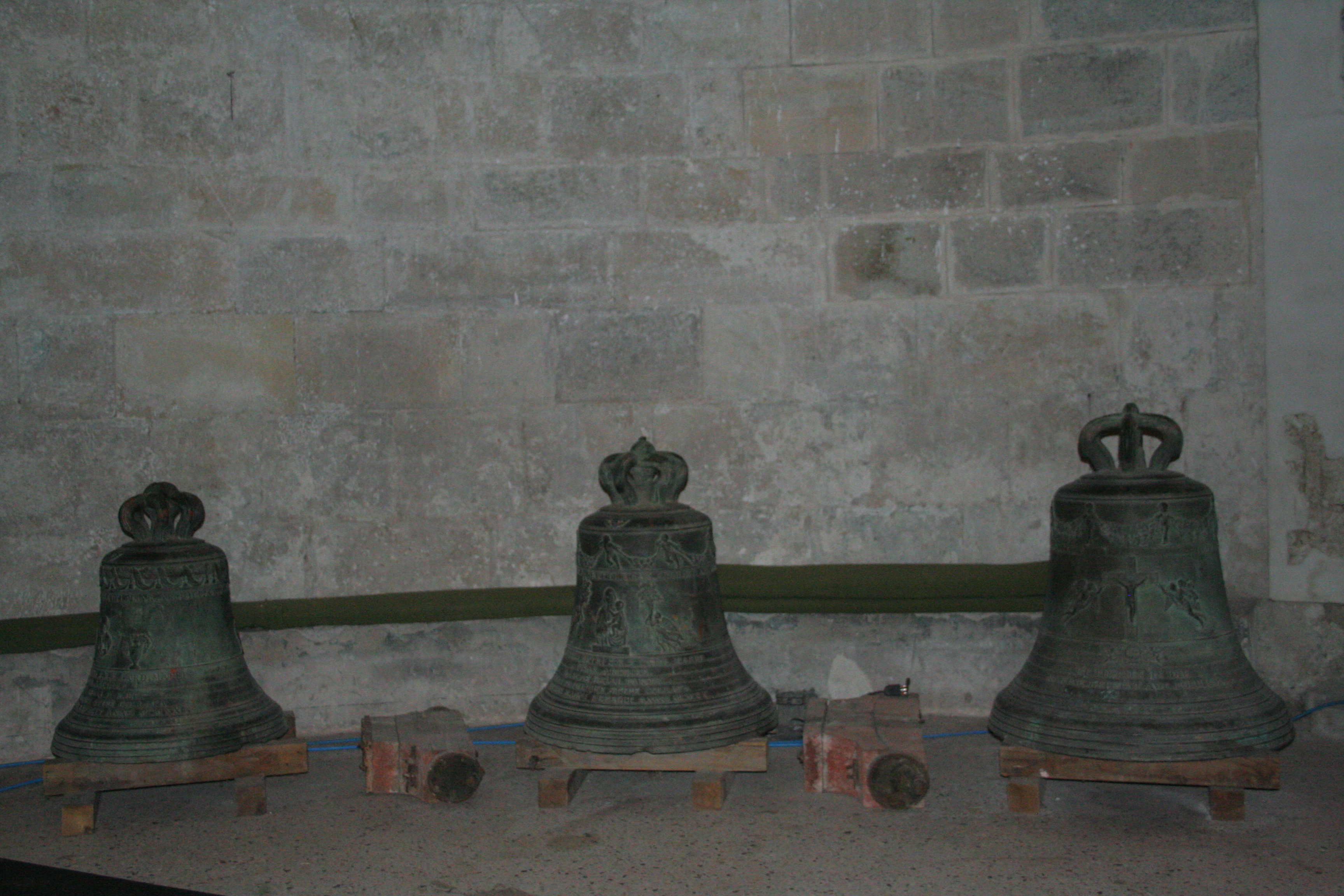
Campane del campanile abbattuto nel 1944